# Jeanne Kouwenaar-Bijlo
Adriana Johanna (Jeanne) Kouwenaar-Bijlo (Grissee (Java), 4 januari 1915 – Bergen (NH), 17 augustus 2000) was een Nederlandse beeldhouwster.

## Leven en werk
Jeanne Bijlo, die werd geboren in Grissee, een voorstad van Soerabaja (Oost-Java), als dochter van het onderwijzerspaar Johan Michiel Bijlo en Elisaeth Bos. In 1930 keerde het gezin terug naar Nederland. Bijlo studeerde binnenhuisarchitectuur aan het Instituut voor Kunstnijverheidsonderwijs, maar stapte over naar de beeldhouwklas van Barend Jordens. Ze vervolgde haar opleiding vanaf 1935 bij Jan Bronner aan de Rijksakademie van beeldende kunsten. Toen de academie vanwege de Tweede Wereldoorlog haar activiteiten moest staken werkte Bijlo enige tijd op het atelier van Mari Andriessen. Zij maakte oorlogsmonumenten en figuratieve sculpturen in brons en steen.
De kunstenares trouwde in 1946 met de schilder David Kouwenaar (1921-2011), met wie ze in Bergen woonde. Enkele van haar werken werden, met beeldhouwwerk van John Rädecker, getoond gedurende de expositie 1900-1950 uit onze collectie, de laatste expositie van Museum Kranenburgh in 2010 in Villa Kranenburgh in Bergen. Ter gelegenheid van de negentigste verjaardag van David Kouwenaar werd in 2011 het boek Hommage aan Jeanne Kouwenaar-Bijlo uitgegeven.

## Enkele werken
- Daphne, collectie Museum Kranenburgh in Bergen
- Stedemaagd (1950) - oorlogsmonument[3], Harddraverspad in Alkmaar
- Vreugde om het ontluiken der natuur (1950), Merelhof in Bergen
- Nimf (1958) - oorlogsmonument[4], Hartveldseweg in Diemen
- Het plukkende meisje (1968), Den Burg, Texel

## Fotogalerij

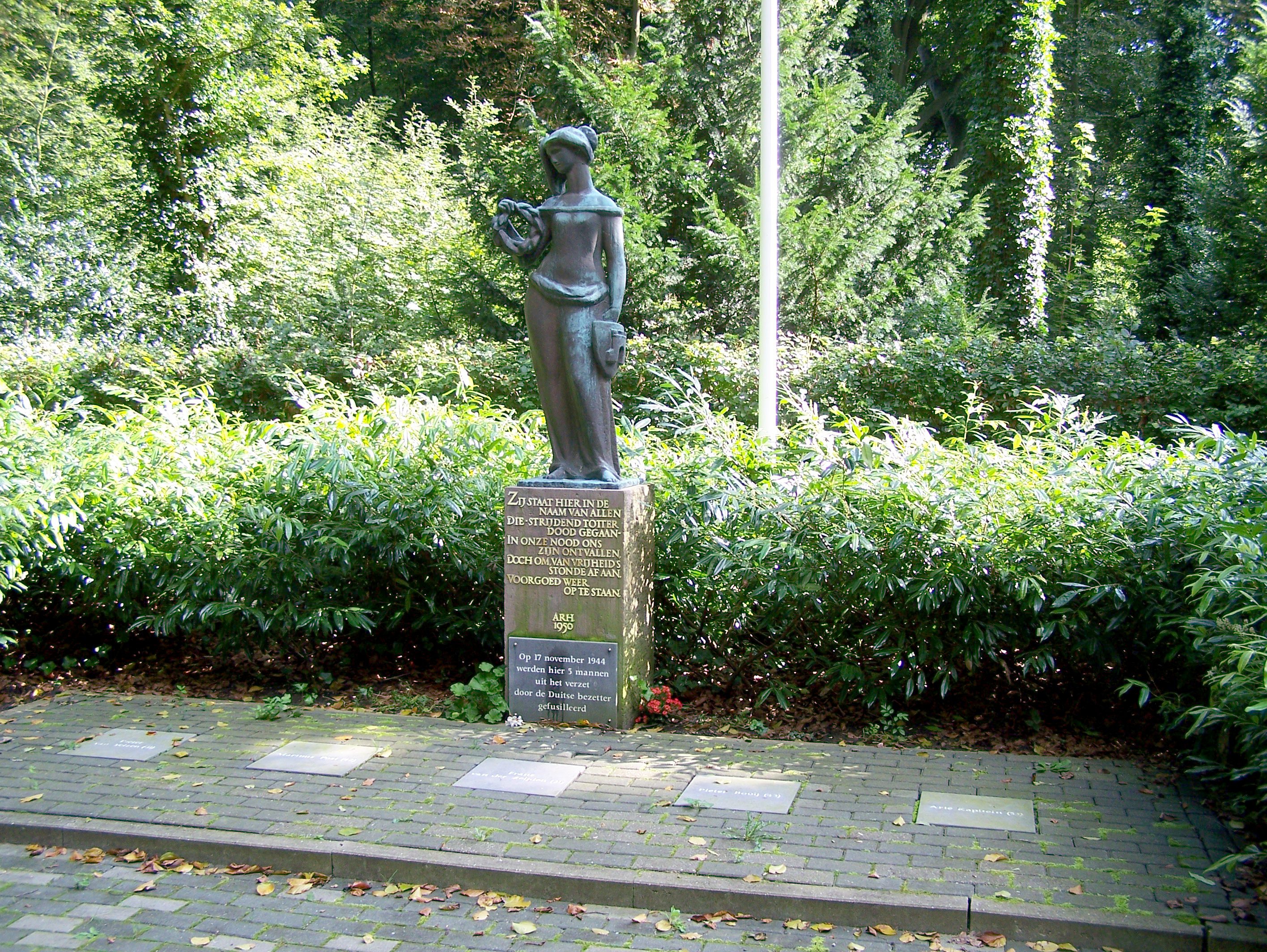
Stedemaagd (1950), Alkmaar
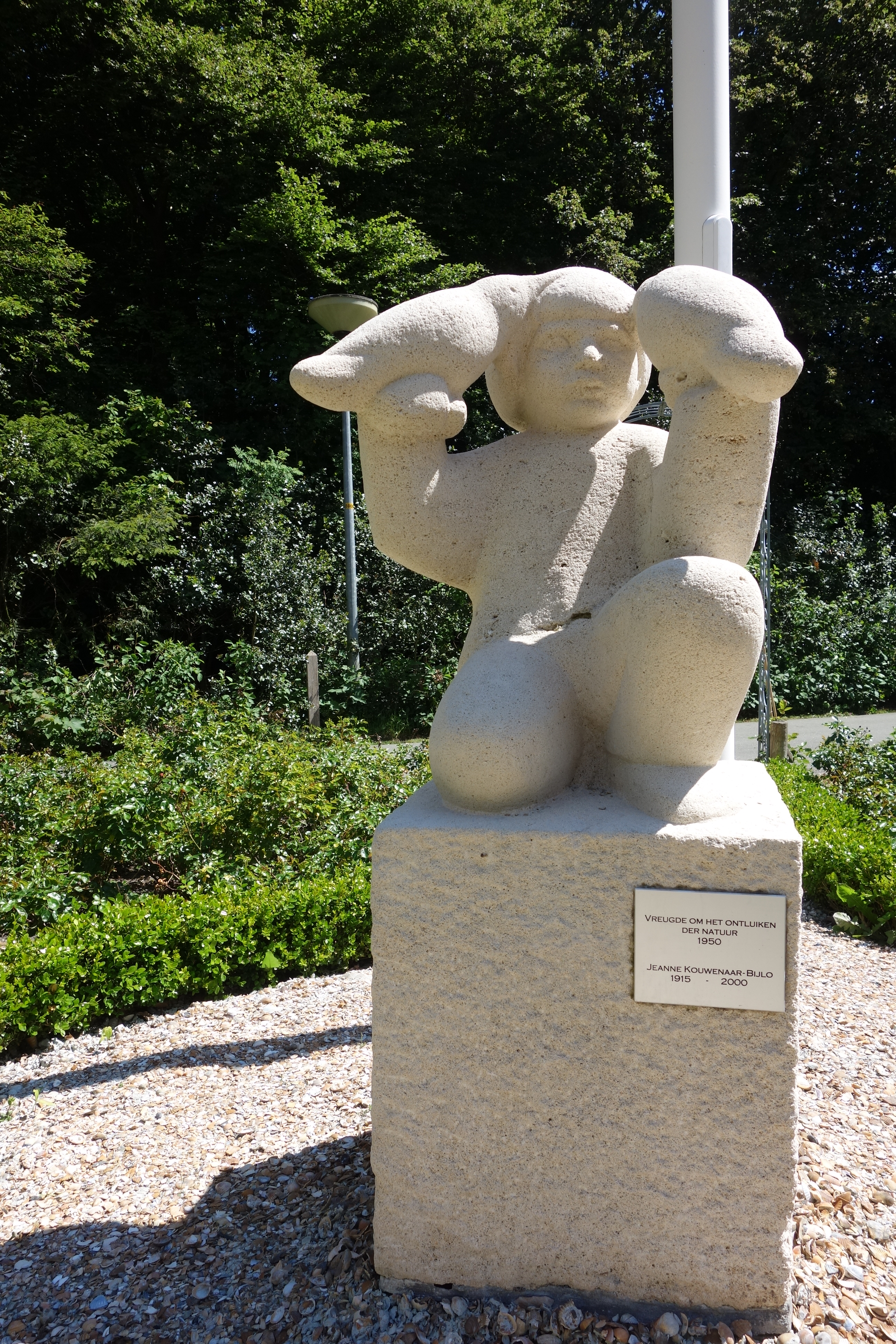
Vreugde om het ontluiken der natuur (1950), Bergen
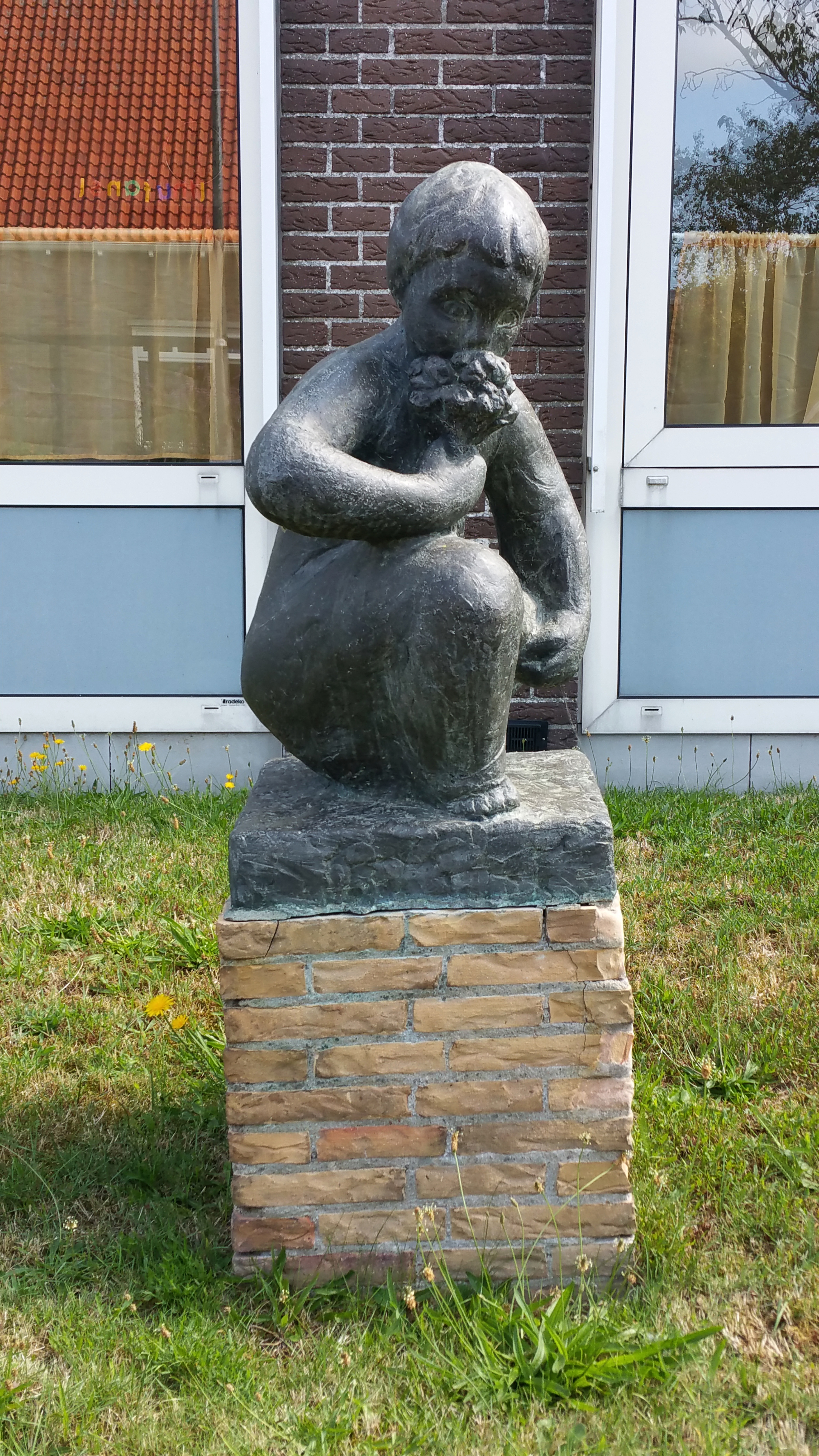
Het plukkende meisje (1968), Den Burg